# Christian Blinkenberg
Christian Blinkenberg. född 15 februari 1863, död 25 januari 1948, var en dansk arkeolog. Han var farbror till Andreas Blinkenberg.
Blinkenberg blev filosofie doktor 1893 med avhandlingen Asklepios og hans Frænder i Hieron ved Epidauros. Han blev docent 1911 och var 1919-1926 professor vid Köpenhamns universitet. Blinkenberg anställdes 1888 av danska nationalmuseet och var inspektör där 1897-1916. Tillsammans med Karl Frederik Kinch ledde han 1902-1905 utgrävningarna i staden Lindos på Rhodos och övertog efter Kinchs död ensam publicerandet av grävresultaten, Lindos. Foullies et reserches (2 band 1931-1941). Samband med Lindosgrävningarna hade också ett flertal avhandlingar med den gemensamma titeln Lindiaka bland vilka särskilt märks Fibules greques et orientales (1926). Bland Blinkenbergs övriga skrifter märks Tordenvåbenet i Kultus og Folketro (1909), Miraklerne i Epidauros (1917), Knidia. Beiträge zur Kenntnis der praxitelischen Aphrodite (1933), Corpus vasorum antiquorum. Danemark (tillsammans med Knud Friis Johansen, 6 band 1924-1938). Blinkenberg hyllades med en festskrift 1942.